# Biografielijst Re

## Re
- Davide Re (1993), Italiaans atleet

## Rea

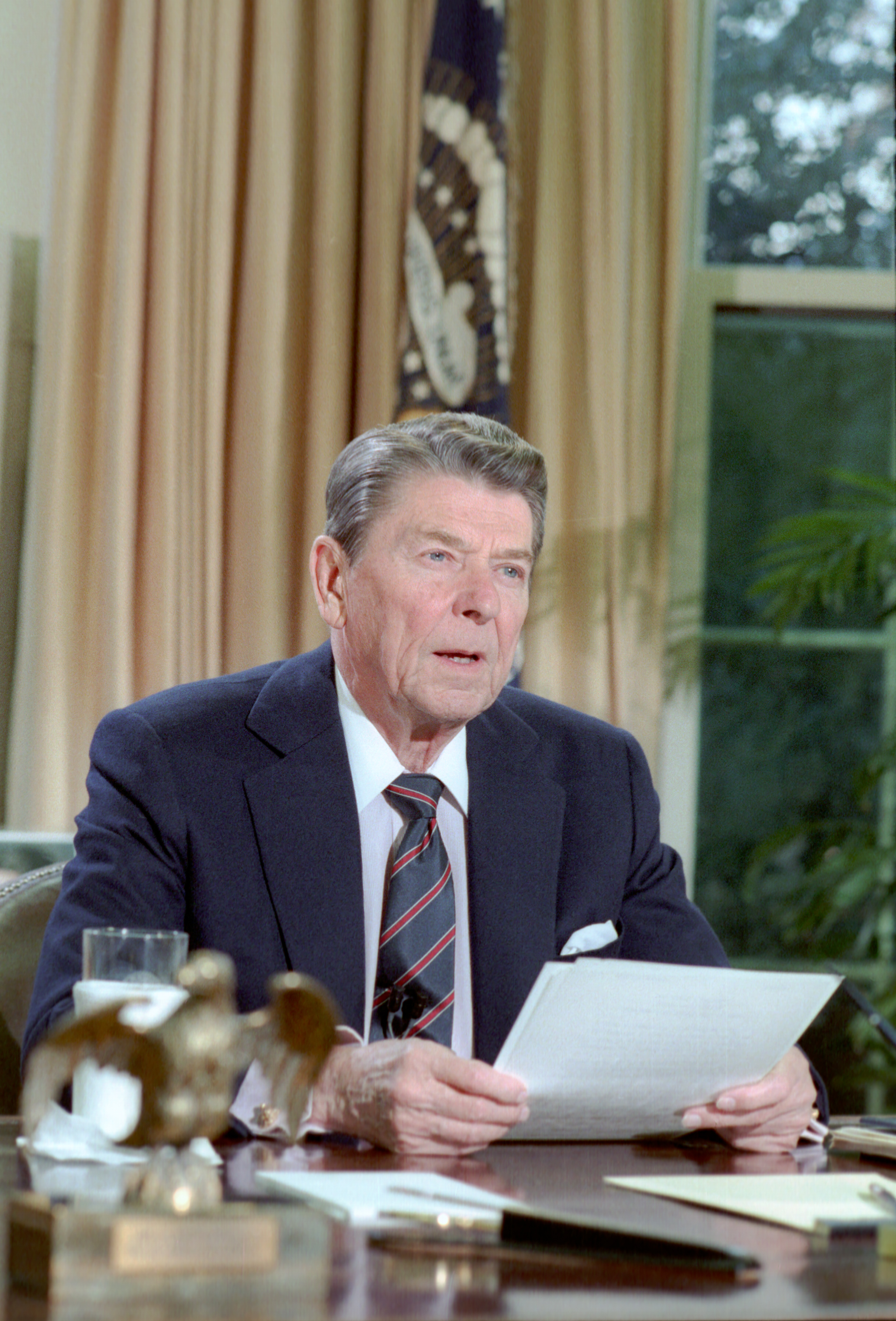
Ronald Reagan

- Chris Rea (1951), Brits zanger en gitarist
- Gino Rea (1989), Brits motorcoureur
- Jonathan Rea (1987), Noord-Iers motorcoureur
- Herbert Edward Read (1893-1968), Brits dichter, kunstfilosoof en kunstcriticus
- Jason Read (1977), Amerikaans roeier
- Phil Read (1939-2022), Brits motorcoureur
- Ronald Reagan (1911-2004), Amerikaans acteur, gouverneur en president
- William Reais (1999), Zwitsers atleet
- Casper Reardon (1907-1941), Amerikaans harpist
- Ray Reardon (1932-2024), Welsh snookerspeler
- Amanda Reason (1993), Canadees zwemster
- René-Antoine de Réaumur (1683-1757), Frans wetenschapper
- Shawn Reaves (1978), Amerikaans acteur

## Reb
- Carla Rebecchi (1984), Argentijns hockeyster
- Johnny Rebel (1938-2016), Amerikaans countryzanger
- Davide Rebellin (1971-2022), Italiaans wielrenner
- Viktoria Rebensburg (1989), Duits alpineskiester
- Ante Rebić (1993), Kroatisch voetballer
- Aboubaker Rebih (1983), Algerijns voetballer
- Vergillio Rebin (1989-2020), Surinaams omroeper en politicus
- Pierre de Reboul de Lambert (1704-1791), Frans edelman en bisschop
- ReBorn (1980), Vlaams zanger
- Ivan Rebroff (1931-2008), Duits zanger
- Gaston Rebry (1905-1953), Belgisch wielrenner

## Rec
- Lucia Recchia (1980), Italiaans alpineskiester
- Rob Reckers (1981), Nederlands hockeyer
- Piet Reckman (1928-2007), Nederlands politiek activist en publicist
- James Rector (1884-1949), Amerikaans atleet

## Red

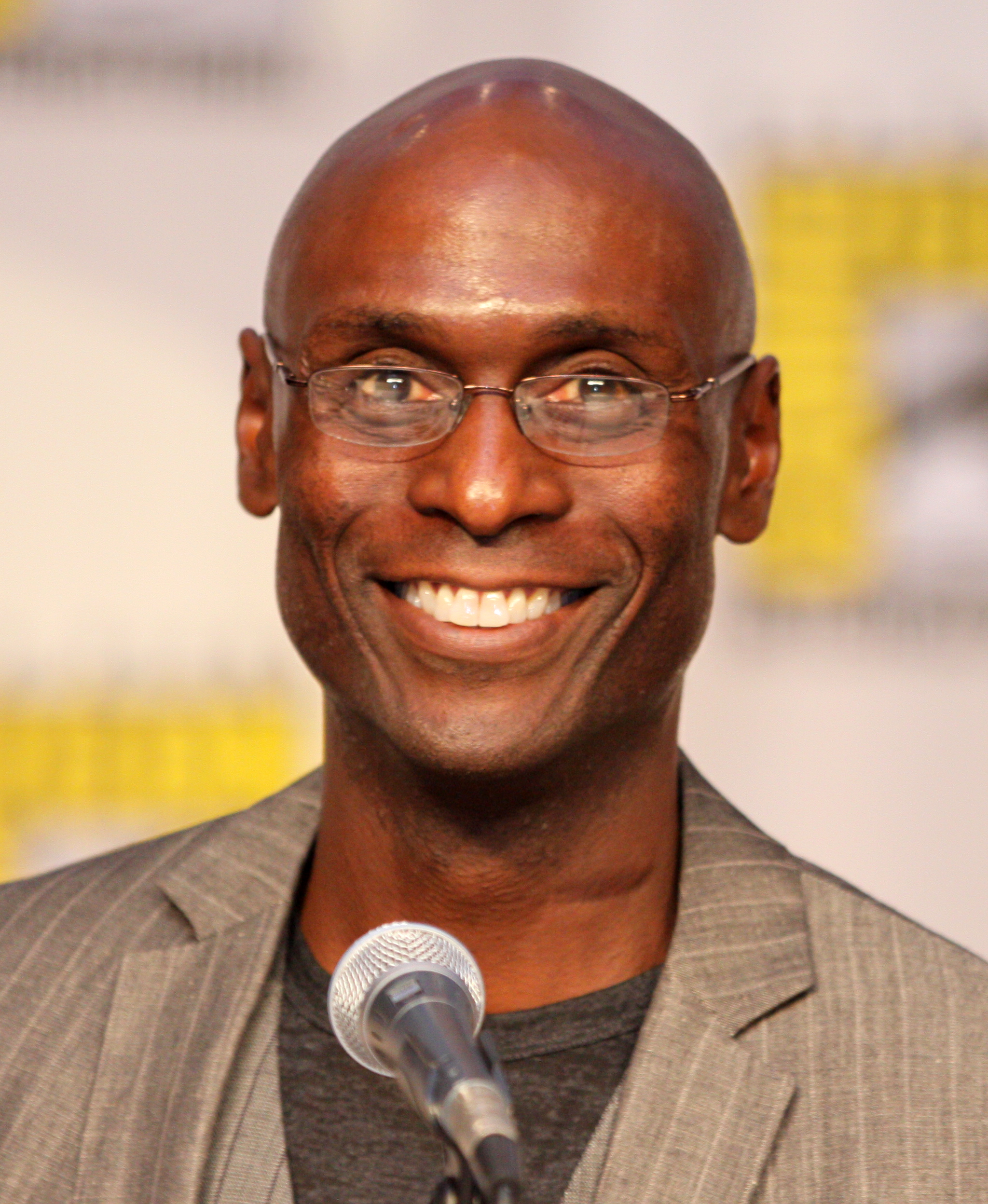
Lance Reddick

- Maria Redaelli (1899-2013), enige tijd Europa's oudste levende persoon
- Lance Reddick (1962-2023), Amerikaans acteur
- Otis Redding (1941-1967), Amerikaans zanger
- Helen Reddy (1941-2020), Australisch zangeres en actrice
- Jai Ram Reddy (1937-2022), Fijisch jurist en politicus
- Ian Redford (1960-2014), Schots voetballer
- Robert Redford (1936), Amerikaans acteur
- Spencer Redford (1983), Amerikaans actrice
- Corin Redgrave (1939-2010), Engels acteur
- Jemma Redgrave (1965), Brits actrice
- Lynn Redgrave (1943-2010), Engels actrice
- Vanessa Redgrave (1937), Brits filmactrice en politiek activiste
- Martín de Redín (1579-1660), grootmeester van de Orde van Malta van 1657 tot 1660
- Serge Reding (1941-1975), Belgisch gewichtheffer
- Viviane Reding (1951), Luxemburgs politica
- Saimin Redjosentono (1940-2024), Surinaams politicus en docent
- Harry Redknapp (1947), Engels voetballer en voetbalcoach
- Brian Redman (1937), Brits autocoureur
- Eddie Redmayne (1982), Engels acteur
- Derek Redmond (1965), Brits atleet
- Marge Redmond (1930-2020), Amerikaans actrice
- Nathan Redmond (1994), Engels voetballer
- Sophie Redmond (1907-1955), Surinaams arts, politica, toneelschrijfster, actrice en feministe
- William Redmond (1861-1917), Iers nationalistisch politicus en advocaat
- Odilon Redon (1840-1916), Frans schilder
- Esma Redžepova (1943-2016), Macedonisch zangeres

## Ree

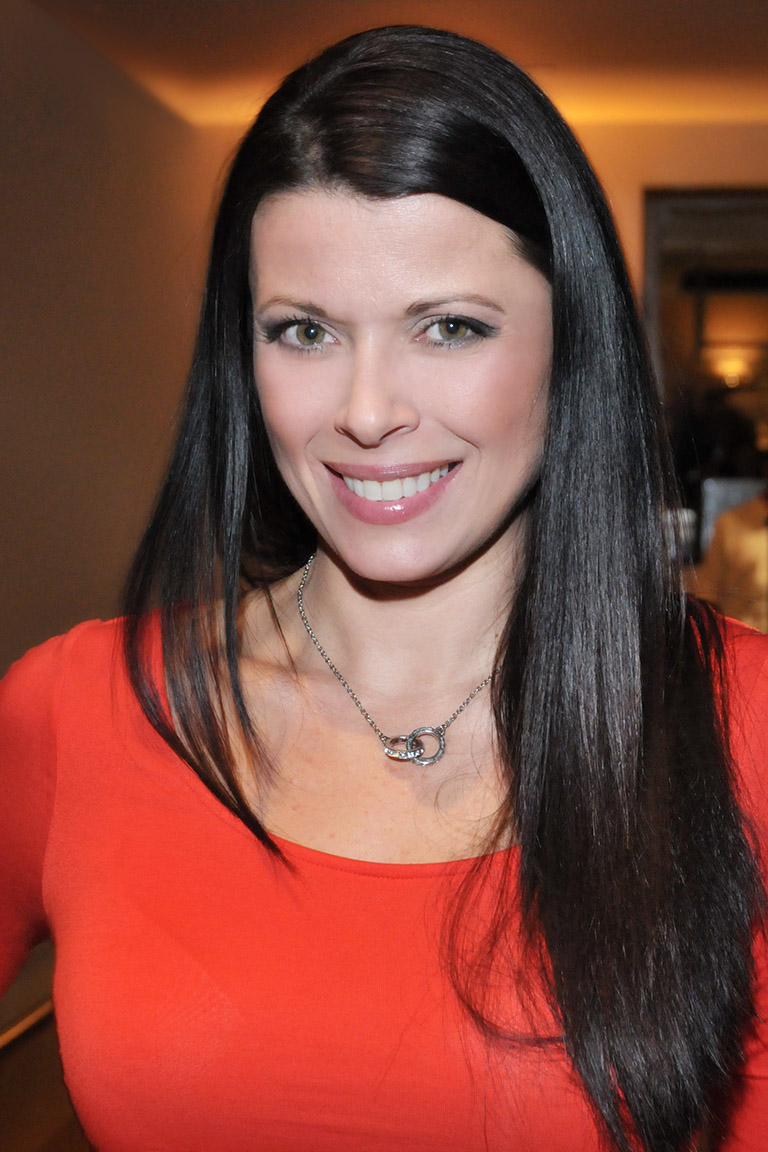
Angel Boris Reed

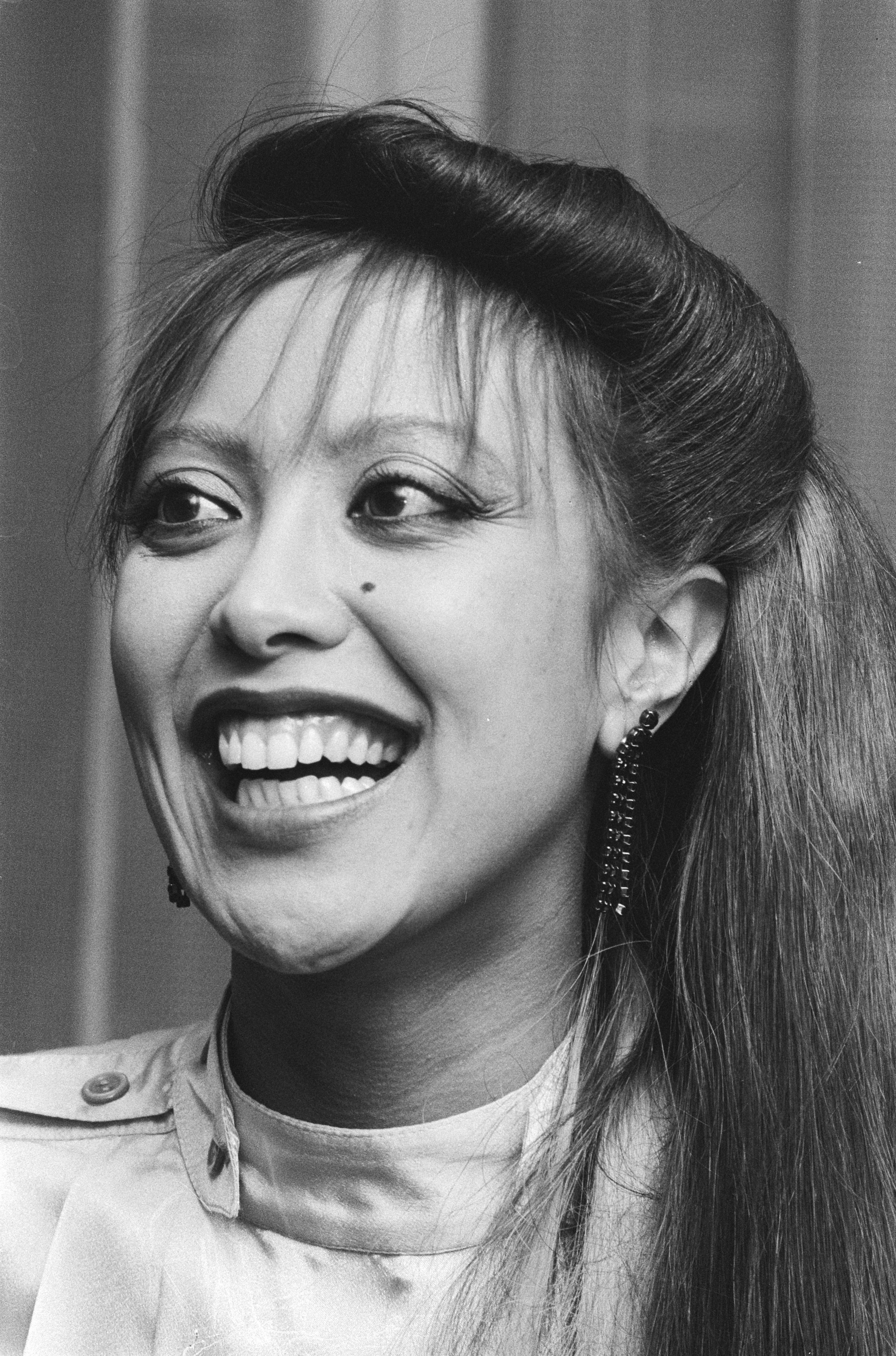
Sandra Reemer

- Hans Ree (1944), Nederlands schaker
- Jimmy Reece (1929-1958), Amerikaans autocoureur
- Angel Boris Reed (1974), Amerikaans actrice
- Sir Carol Reed (1906-1976), Brits filmregisseur
- Charles B. Reed (1941-2016), Amerikaans rector magnificus
- Donna Reed (Donna Belle Mullenger) (1921-1986), Amerikaans actrice
- Joseph Reed (1723-1787), Brits toneelschrijver
- Lou Reed (1942-2013), Amerikaans zanger
- Peter "Pete" Reed (1981), Brits roeier
- Ray Reed (?-1965), Zimbabwaans autocoureur
- Miryanna van Reeden (1967), Nederlands actrice
- Levi de Reeder (1905-1944), Nederlands componist
- Tage Reedtz-Thott (1839-1923), Deens politicus
- Jan Reehorst (1923-2024), Nederlands politicus en bestuurder
- Jérôme Reehuis (1939-2013), Nederlands acteur en dichter
- Harriët van Reek (1957), Nederlands kinderboekenschrijfster en tekenaar
- Tini van Reeken (1938-2022), Nederlands voetballer
- Peter Reekers (1981), Nederlands voetballer
- Cynthia Reekmans (1982), Belgisch presentatrice
- Sandra Reemer (1950), Nederlands presentatrice en zangeres
- Jørgen Reenberg (1927-2023), Deens acteur
- Piet van Reenen (1909-1969), Nederlands voetballer
- Alan Rees (1938), Welsh autocoureur
- Fernando Rees (1985), Braziliaans autocoureur
- Leighton Rees (1940-2003), Welsh darter
- Otto van Rees (1823-1892), Nederlands bestuurder en politicus
- Otto van Rees (1884-1957), Nederlands kunstschilder
- Paul Rees (1986), Brits autocoureur
- Rijk van Rees (1797-1875), Nederlands hoogleraar wis- en natuurkunde
- Rob van Rees (1938), Nederlands politieman en presentator
- Roger Rees (1944-2015), Brits acteur
- Brittney Reese (1986), Amerikaans atlete
- David Reese (1951-2007), Amerikaans pokerspeler
- Shayne Reese (1982), Australisch zwemster
- Terence Reese (1913-1996), Brits bridgespeler
- Christopher Reeve (1952-2004), Amerikaans acteur, regisseur en schrijver
- Dana Reeve (1961-2006), Amerikaans actrice, zangeres en politiek activiste
- Del Reeves (1932-2007), Amerikaans countryzanger en komiek
- Jim Reeves (1923-1964), Amerikaans countryzanger
- Keanu Reeves (1964), Canadees acteur
- Saskia Reeves (1961), Brits actrice
- Teri Reeves (1981), Amerikaans actrice

## Ref
- Bar Refaeli (1985), Israëlisch model
- Lior Refaelov (1986), Israëlisch voetballer

## Reg
- Facu Regalia (1991), Argentijns autocoureur
- Bridget Regan (1982), Amerikaans actrice
- Laura Regan (1977), Canadees actrice
- Tom Regan (1938-2017), Amerikaans filosoof
- Vincent Regan (1965), Brits acteur
- Tilahun Regassa (1990), Ethiopisch atleet
- Clay Regazzoni (1939-2006), Zwitsers autocoureur
- Max Reger (1873-1916), Duits componist
- Eldad Regev (1980-2006), Israëlisch militair
- Ryan Regez (1993), Zwitsers freestyleskiër
- Loris Reggiani (1959), Italiaans motorcoureur
- Paul Regina (1956-2006), Amerikaans acteur en scenarioschrijver
- Cyrille Regis (1958-2018), Engels voetballer
- Lindsley Register, Amerikaanse actrice, filmregisseuse, filmproducente en scenarioschrijfster
- Paula Rego (1936), Brits kunstschilderes
- Louis Regout (1861-1915), Nederlands politicus
- Sanne de Regt (1982), Nederlands kapster, schoonheidsspecialiste en miss

## Reh
- Aivar Rehemaa (1982), Estisch langlaufer
- Franz-Josef Rehrl (1993), Oostenrijks noordse combinatieskiër
- Peter Rehwinkel (1964), Nederlands politicus

## Rei

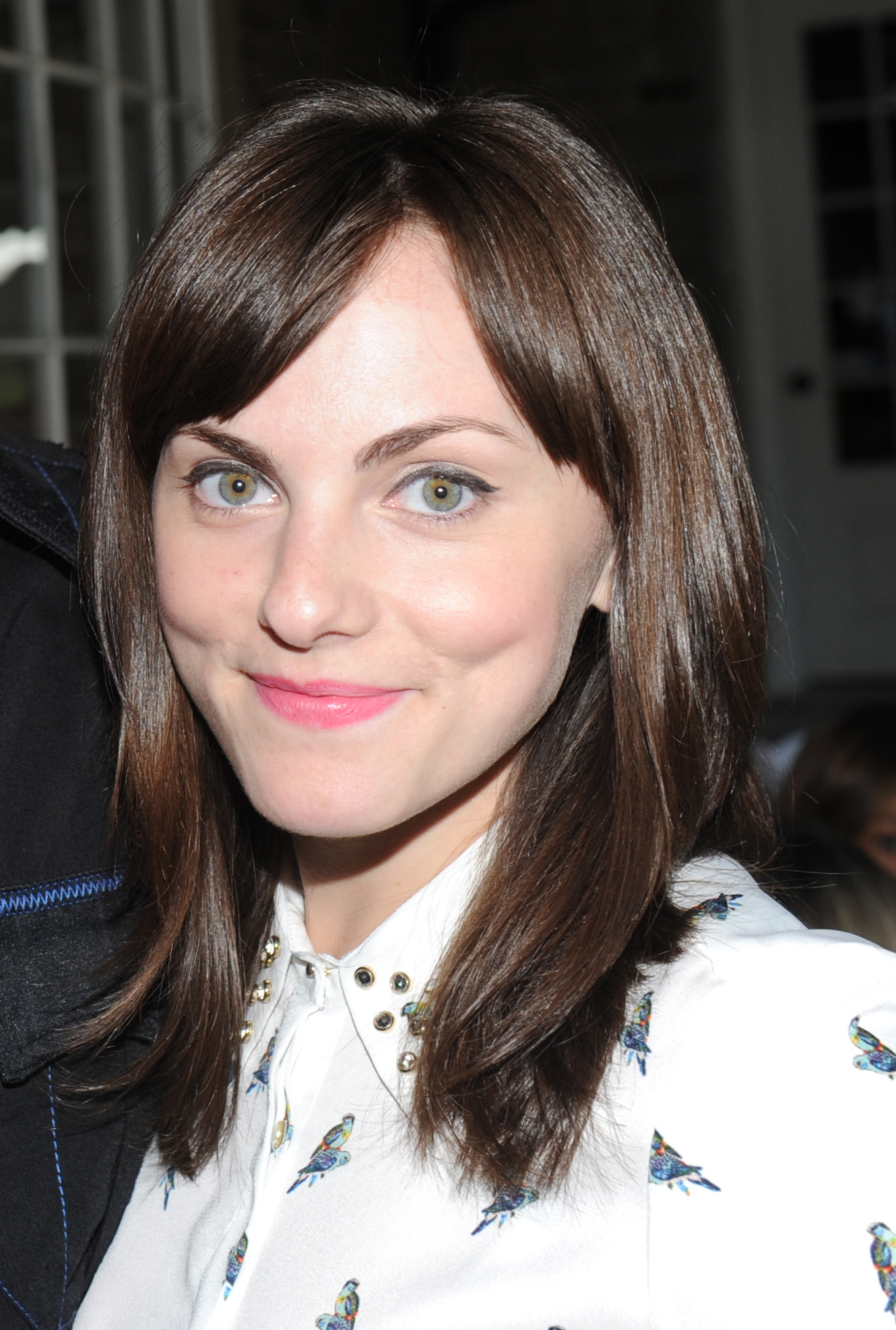
Georgina Reilly, 2012

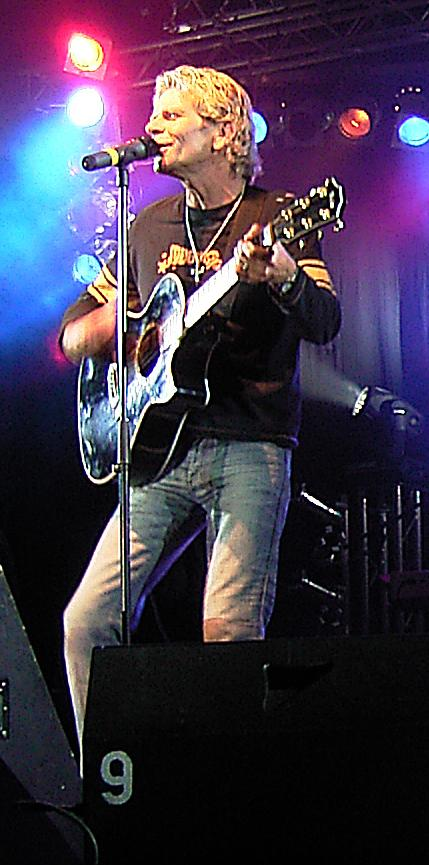
Matthias Reim

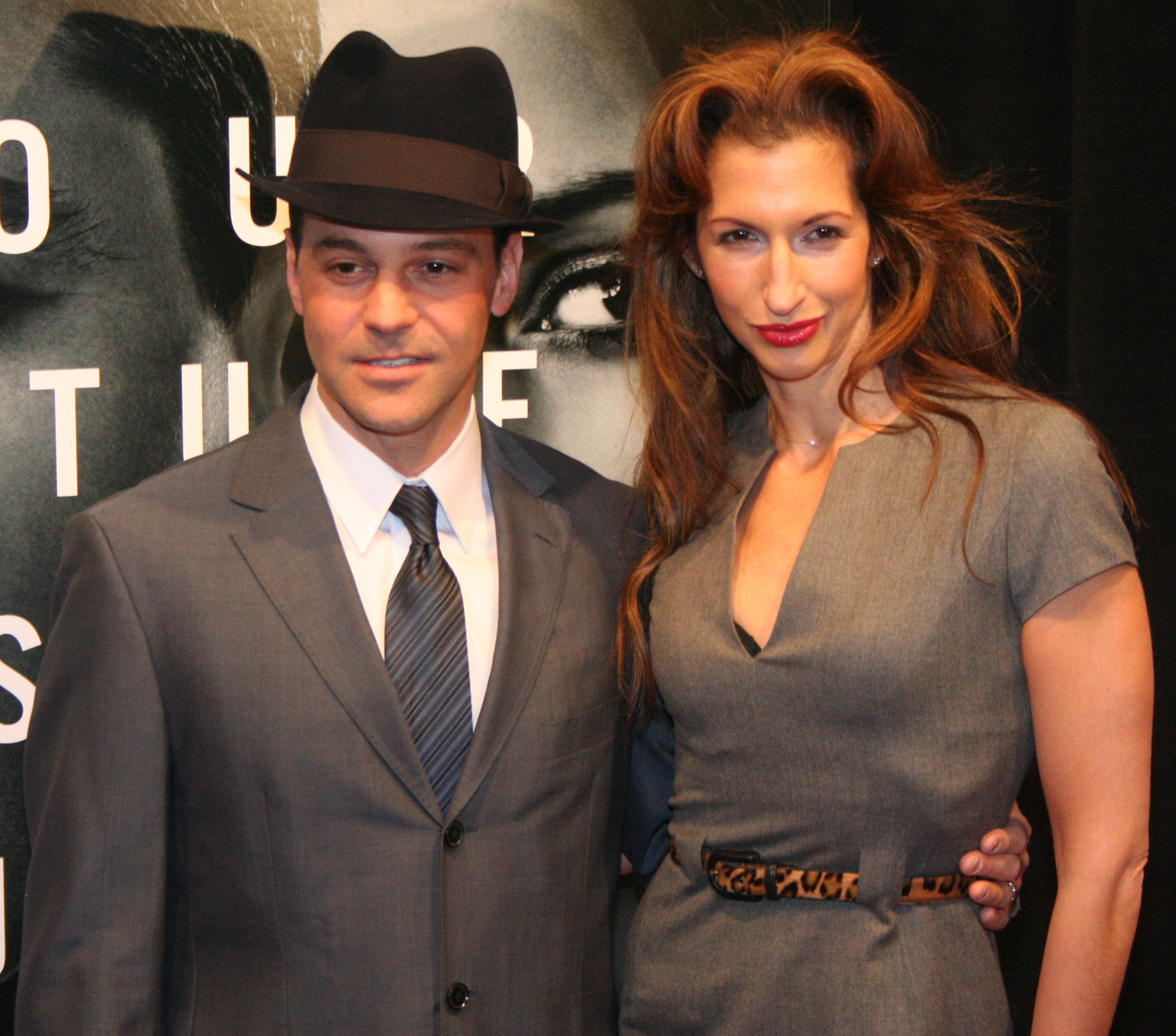
Alysia Reiner samen met haar man David Alan Basche in 2011

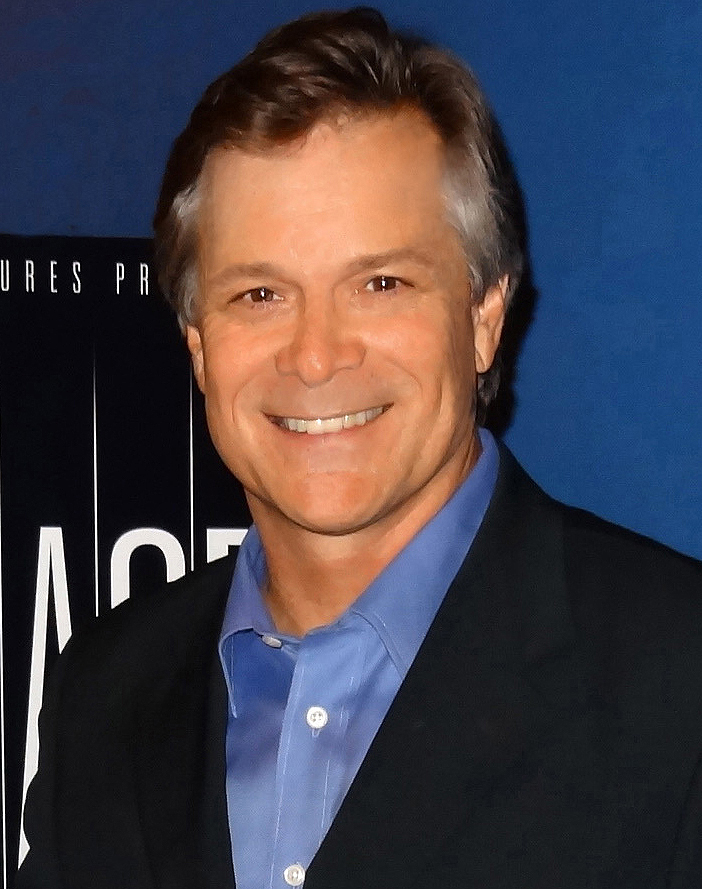
Ric Reitz, 2014

- Marcel Reich-Ranicki (1920–2013), Duits literair criticus
- Friedrich Anton Reiche (1845-1913), Duits producent van metalen vormen
- Rüdiger Reiche (1955), Oost-Duits roeier
- Hannes Reichelt (1980), Oostenrijks alpineskiër
- Tadeus Reichstein (1897-1996), Zwitsers scheikundige en Nobelprijswinnaar
- Alex Reid (1980), Brits actrice
- Charles Reid (1992), Canadees snowboarder
- Clement Reid (1853-1916), Brits geoloog en paleontoloog
- Dale Reid (1959-2023), Schots golfprofessional
- Harry Reid (1939-2021), Amerikaans politicus
- Jamie Reid (1947), Brits kunstenaar
- Jonny Reid (1983), Nieuw-Zeelands autocoureur
- Julian Reid (1988), Jamaicaans/Brits atleet
- Leon Reid (1994), Iers atleet
- Naz Reid (1999), Amerikaans basketballer
- Robert Reid (1862-1929), Amerikaans kunstschilder
- Sarah Reid (1987), Canadees skeletonster
- Gaston Reiff (1921-1992), Belgisch atleet
- Hendrik Reiher (1962), Duits roeier
- Dmitri Reiherd (1989), Kazachs freestyleskiër
- Joop van der Reijden (1927-2006), Nederlands politicus
- Miriam van Reijen (1983), Nederlands atlete, duatlete en triatlete
- Johannes van Reijendam ((1868 – 1959), Nederlands architect
- Roosmarijn Reijmer (1979), Nederlands radio-dj
- Izaäk Reijnders (1879-1966), Nederlands generaal
- Izaäk Herman Reijnders (1839-1925), Nederlands politicus
- Lucas Reijnders (1946), Nederlands biochemicus
- Peter Reijnders (1900-1974), Nederlands fotograaf, cineast en uitvinder
- Joost Reijns (1987), Nederlands zwemmer
- Pim Reijntjes (1919-2014), Nederlands verzetsstrijder en nieuwslezer
- Vic van de Reijt (1950), Nederlands uitgever, publicist, bloemlezer en muziekkenner
- Georgina Reilly (1986), in Engeland geboren Canadees actrice
- James Reilly (1948-2008), Amerikaans soapschrijver
- John Reilly (1936), Amerikaans acteur
- Paddy Reilly (1939), Iers zanger en gitarist
- Matthias Reim (1957), Duits zanger
- Aribert Reimann (1936-2024), Duits componist, pianist en muziekwetenschapper
- Jules Reimerink (1989), Nederlands voetballer
- Bernhard Rein (1897-1976), Estisch voetballer en voetbalcoach
- José Manuel Reina (1982), Spaans voetballer
- Joop Reinboud (1920-1986), Nederlands radio- en televisiepresentator en -programmamaker
- Johann Adam Reincken (1643-1722), Nederlands-Duits componist, organist, klavecinist, gambaspeler en muziekorganisator
- Karl Reindler (1985), Australisch autocoureur
- Herbert Reinecker (1914-2007), Duits journalist en (scenario)schrijver
- James Reineking (1937), Amerikaans beeldhouwer en tekenaar
- Maximilian Reinelt (1988), Duits roeier
- Alysia Reiner (1970), Amerikaans actrice, filmproducente en scenarioschrijfster
- Frederick Reines (1918-1998), Amerikaans natuurkundige
- Fredrik Reinfeldt (1965), Zweeds politicus (o.a. premier)
- Reinhard van Nassau-Beilstein († 1414/18), graaf van Nassau-Beilstein (1378-1414/18)
- Django Reinhardt (1910-1953), Belgisch gitarist
- Dominik Reinhardt (1984), Duits voetballer
- Tanya Reinhart (1944-2007), Israëlisch taalkundige en politiek activiste
- Reinhoud (1928-2007), Belgisch kunstenaar
- Reinier III (1923-2005), prins van Monaco
- Gabriele Reinsch (1963), Oost-Duits atlete
- Achilles Reintjens (1895-1977), Belgisch onderwijzer, syndicalist en politicus
- Johann Philipp Reis (1834-1874), Duits onderwijzer en uitvinder
- Paul Reiser (1957), Amerikaans acteur
- Malin Reitan (1995), Noors zangeres
- Guro Reiten (1994), Noors voetbalster
- Justin Reiter (1981), Amerikaans snowboarder
- Markus Reiterberger (1994), Duits motorcoureur
- Patrick Reiterer (1990), Italiaans autocoureur
- Ivan Reitman (1946-2022), was een Slowaaks-Canadees filmregisseur en filmproducent
- Fritz Reitmaier (1950), Duits motorcoureur
- Anne Tjittes Reitsma (1806-1880), Nederlands dominee en schrijver
- Ruurd Reitsma (1942-2016), Nederlands generaal
- Theo Reitsma (1942), Nederlands sportverslaggever
- Ric Reitz (1955), Amerikaans acteur, filmproducent en scenarioschrijver
- Han Reiziger (1934-2006), Nederlands componist, pianist en presentator
- Michael Reiziger (1973), Nederlands voetballer

## Rej
- Antonín Rejcha (1770-1836), Tsjechisch-Frans componist
- Georgette Rejewski (1910-2014), Belgisch-Nederlands actrice
- Marian Rejewski (1905-1980), Pools wiskundige

## Rek
- Raul Rekow (1954-2015), Amerikaans percussionist

## Rel
- Adriaan Reland (1676-1718), Nederlands oriëntalist, Neolatijnse dichter en cartograaf
- Jodi Rell (1946-2024), Amerikaans politica

## Rem

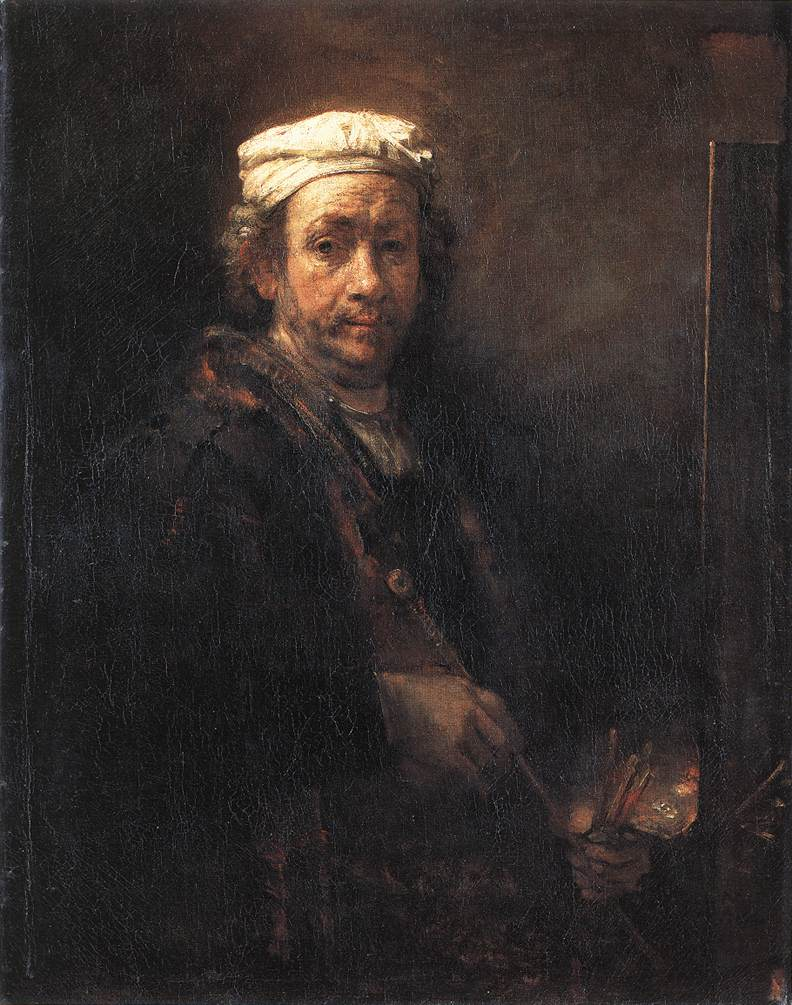
Rembrandt

- Jan Rem (1929-2014), Nederlands atleet
- Jordan Remacle (1987), Belgisch voetballer
- Léon Remacle (1921-2002), Belgisch politicus
- Marcel Remacle (1926-1999), Belgisch striptekenaar
- Marcel Remacle (1929-2011), Belgisch politicus
- Martin Remacle (1997), Belgisch voetballer
- Remaclus (600-673), heilige abt en bisschop
- Patricia Remak (1965), Nederlands juriste en politica
- Erich Maria Remarque (1898-1970), Duits schrijver
- Rembrandt (1606-1669), Nederlands schilder
- Alojzij Remec (1886-1952), Sloveens schrijver
- Grete Remen (1966), Belgisch politica
- Lindy Remigino (1931-2018), Amerikaans atleet
- Frederic Remington (1861-1909), Amerikaans kunstschilder en beeldhouwer
- Erik Remmerswaal (1969), Nederlands honkballer
- Win Remmerswaal (1954-2022), Nederlands honkballer
- Johan Remkes (1951), Nederlands politicus
- Gilbert Remulla (1970), Filipijns nieuwslezer en politicus

## Ren

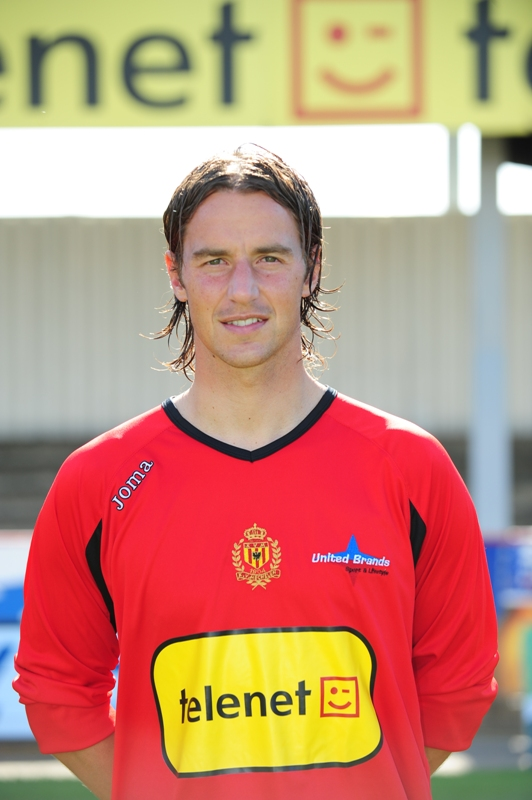
Olivier Renard

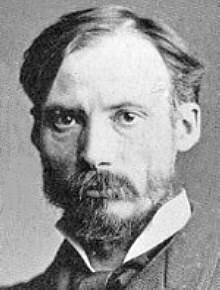
Pierre-Auguste Renoir

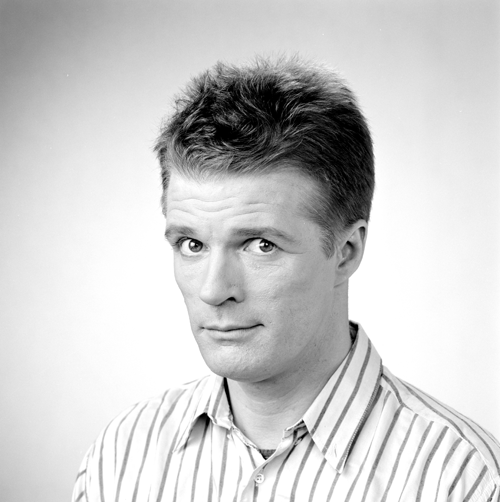
Peter Jan Rens

- Albert Renard (1877-1961), Belgisch politicus
- Alexandre-Charles Renard (1906-1983), Frans geestelijke
- Alfred Renard (1895-1988), Belgisch vliegtuigontwerper
- Alphonse Renard (1842-1903), Belgisch voetballer
- André Renard (1911-1962), Belgisch vakbondsleider en Waals militant
- Bruno Renard (1781-1861), Belgisch architect
- Bruno Renard (1804-1879), Belgisch militair en politicus
- Charles Renard (1847-1905), Frans militair
- Claude Renard (1926), Belgisch politicus
- Hervé Renard (1968), Frans voetballer
- Jean-Marc Renard (1956-2008), Belgisch bokser
- Johann Baptista Renard (?-1770), Duits militair
- Jules Renard (1864-1910), Frans schrijver
- Marie-Thérèse Renard (1925), Belgisch atlete
- Marius Renard (1869-1948), Belgisch politicus
- Olivier Renard (1979), Belgisch voetballer en voetbalbestuurder
- Prosper Renard (1832-1906), Belgisch kunstverzamelaar
- Thibaut Renard (1983), Belgisch radiopresentator
- Véronique Renard (1965), Nederlands schrijfster en kunstenares
- Wendie Renard (1990), Frans voetbalster
- Johan Gustaf Renat (1682-1744), Zweeds officier
- Stuart Rendell (1972), Australisch atleet
- Cees Renders (1952), Nederlands golfer
- Daniel Renders (1955), Belgisch voetbalcoach
- Emile Renders (1872-1956), Belgisch kunstverzamelaar, kunstcriticus en tekenaar
- Hans Renders (1957), Nederlands hoogleraar
- Jan Renders (1938), Nederlands voetballer
- Jan Renders (1949), Belgisch syndicalist
- Jens Renders (1981), Belgisch wielrenner
- Marleen Renders (1968), Belgisch atlete
- Rik Renders (1922-2008), Belgisch wielrenner
- Sammy Renders (1993), Nederlandse diskjockey, muziekproducent en ondernemer, bekend onder het pseudoniem Sam Feldt
- Sven Renders (1981), Belgisch wielrenner
- Andrej Rendla (1990), Slowaaks voetballer
- Wahyu Sulaeman Rendra (1935-2009), Indonesisch dichter en regisseur
- Jacco van Renesse (1936-2008), Nederlands operettezanger en acteur
- Colin Renfrew (1937-2024), Brits archeoloog
- Brad Renfro (1982-2008), Amerikaans filmacteur
- Renier (tweede helft 11e eeuw), proost van het kapittel van Sint-Donaas in Brugge en kanselier van Vlaanderen
- Henri Renier (1878-1948), Belgisch politicus
- Franck Renier (1974), Frans wielrenner
- Jérémie Renier (1981), Belgisch acteur
- Pascal Renier (1971), Belgisch voetballer
- Pieter Jan Renier (1795-1859), Vlaams dichter, toneelschrijver, kostschoolhouder en onderwijskundige
- Annie Reniers (1941), Belgisch schrijfster en professor
- Chris Reniers (1961), Belgisch vakbondsbestuurder
- Gunter Reniers (1974), Belgisch acteur, schrijver, regisseur en theaterproducent
- Ronnie Reniers (1987), Nederlands voetballer
- Tiny Reniers (1947), Nederlands boogschutter
- Reninca (1923-2025), pseudoniem van Renée Lauwers, Belgisch dichteres
- Heinz Renneberg (1927-1999), Duits roeier
- Jean Renoir (1894-1979), Frans filmregisseur
- Pierre-Auguste Renoir (1841-1919), Frans kunstschilder
- Michel Renquin (1955), Belgisch voetballer en voetbaltrainer
- Els Rens (1983), Belgisch atlete
- Frans Rens (1805-1874), Belgisch letterkundige
- Hilde Rens (1972-2009), Belgisch zangeres en presentatrice, bekend onder de naam Yasmine
- Jef Rens (1905-1985), Belgisch vakbondsbestuurder en ambtenaar
- Just Rens (1916-1981), Surinaams politicus
- Laurent Rens (1967), Belgisch notaris en politicus
- Lieven Rens (1925-1983), Belgisch dichter, schrijver en hoogleraar
- Peter Jan Rens (1950), Nederlands presentator, acteur, schrijver en voormalig fysiotherapeut
- Roland Rens (1952-2007), Belgisch beeldhouwer en tekenaar
- Ronny Rens (1933-2009), Surinaams sportcommentator en journalist
- Bernhard Rensch (1900-1990), Duits bioloog en ornitholoog
- Stanley Rensch (1940-2024), Surinaams mensenrechtenactivist
- Aleid Rensen-Oosting (1938-2016), Nederlands directrice Noorder Dierenpark
- Mark Renshaw (1982), Australisch wielrenner
- William Renshaw (1861-1904), Brits tennisser
- Émile Renson (1917), Belgisch atleet
- Stephen Van Rensselaer III (1764-1839), Amerikaans staatsman, militair, grootgrondbezitter en filantroop
- Piet Rentmeester (1938-2017), Nederlands wielrenner
- Robert Renwick (1988), Brits zwemmer
- Sigi Renz (1938-2025, Duits wielrenner
- Frank Renzulli (1958), Amerikaans acteur, filmproducent en scenarioschrijver

## Rep

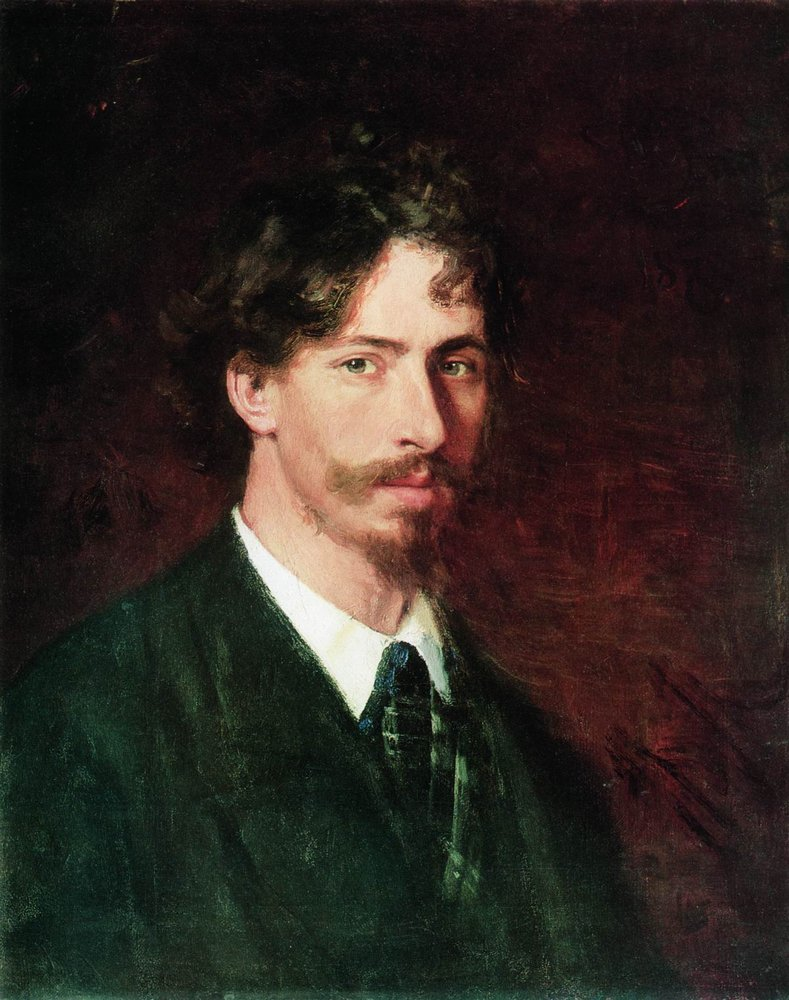
Ilja Repin

- Johnny Rep (1951), Nederlands voetballer
- Ilja Repin (1844-1930), Russisch schilder

## Req
- Don Luis de Requesens (1528-1576), Spaans legeraanvoerder en landvoogd van de Nederlanden

## Res
- Nicola Rescigno (1916-2008), Italiaans-Amerikaans dirigent
- Samuel Reshevsky (1911-1992), Pools-Amerikaans schaker
- Alain Resnais (1922-2014), Frans filmregisseur
- Mike Resnick (1942-2020), Amerikaans sciencefictionschrijver
- Leroy Resodihardjo (1987), Nederlands voetballer
- Justin Ress (1997), Amerikaans zwemmer
- Aram van de Rest (1976), Nederlands acteur
- John van de Rest (1940-2022), Nederlands theaterproducent, programmamaker, televisie- en toneelregisseur
- Dario Resta (1884-1924), Italiaans-Brits autocoureur
- Ana Carolina Reston (1985), Braziliaans model
- James Barrett Reston (1909-1995), Amerikaans journalist
- James Reston jr. (1941-2023), Amerikaans auteur en journalist
- John Javier Restrepo (1977), Colombiaans voetballer

## Ret
- Jan Retèl (1918-1984), Nederlands acteur
- Mark Retera (1964), Nederlands stripauteur
- Gleb Retivych (1991), Russisch langlaufer

## Reu
- Paul Reubens (1952-2023), Amerikaans acteur (Pee-wee Herman)
- Julius Reubke (1834-1858), Duits componist, organist en pianist
- Pierre Adrien Reuchlin (1803-1868), Nederlands politicus
- Koos Reugebrink (1930-2008), Nederlands hoogleraar belastingrecht
- André Reul (1933-2013), Belgisch syndicalist en politicus
- Henri Reul (1900-1988), Belgisch politicus
- Josine Reuling (1899-1961), Nederlands schrijfster
- Wim Reus (1946-2008), Nederlands beeldhouwer
- Jan Reuser (1917-1990), Nederlands burgemeester
- Martijn Reuser (1975), Nederlands voetballer
- Carlos Reutemann (1942-2021), Argentijns autocoureur en politicus
- Frits Reuter (1912-1985), Nederlands politicus en vakbondsbestuurder
- James Reuter (1916-2012), Amerikaans geestelijke
- Annie de Reuver (1917-2016), Nederlands zangeres
- Joop Reuver (1928-2022), Nederlands politicus
- Marc de Reuver (1983), Nederlands coureur

## Rev
- Lívia Rév (1916-2018), Hongaars pianiste
- Gerard (van het) Reve (1923-2006), Nederlands schrijver en dichter
- Gerard van het Reve sr. (1892-1975), Nederlands communist, journalist en (kinderboeken)schrijver
- Jonathan van het Reve (1983), Nederlands schrijver en columnist
- Karel van het Reve (1921-1999), Nederlands columnist, essayist, letterkundige, schrijver, slavist en vertaler
- Jean-François Revel (1924-2006), Frans filosoof, journalist en schrijver
- Lance Reventlow (1936-1972), Amerikaans autocoureur
- Daniel Revenu (1942-2024), Frans schermer
- Réver (1985), Braziliaans voetballer
- Gian Piero Reverberi (1939), Italiaans pianist, componist, dirigent, arrangeur en ondernemer
- José Reveyn (1947), Belgisch atleet
- Aurélie Revillet (1986), Frans alpineskiester

## Rex
- Rico Rex (1976), Duits kunstschaatser
- Simon Rex (1974), Amerikaans acteur, model en vj

## Rey

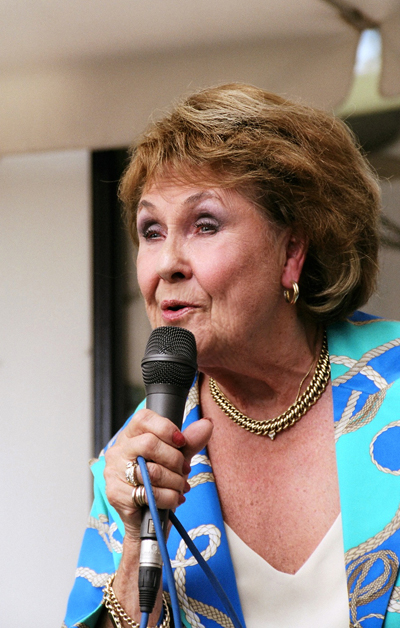
Rita Reys

- Jos van Rey (1945), Nederlands ondernemer, politicus, bestuurder en columnist
- Julio Rey (1972), Spaans atleet
- Corinne Rey-Bellet (1972-2006), Zwitsers skiester en misdaadslachtoffer
- Alfonso Reyes (1889-1959), Mexicaans schrijver
- Alice Reyes (1942), Filipijns danseres en choreograaf
- Angelo Reyes (1945-2011), Filipijns generaal en minister
- Efren Reyes (1954), Filipijns poolspeler
- Gabriel M. Reyes (1892-1952), Filipijns aartsbisschop
- Godofredo Reyes (1918-2009), Filipijns politicus en schrijver
- John Carlos de los Reyes (1970), Filipijns politicus
- José Antonio Reyes (1983-2019), Spaans voetballer
- Maryo de los Reyes (1952-2018), Filipijns filmregisseur
- Pedro Reyes (1972), Chileens voetballer
- Rosie Reyes (1939-2024), Mexicaans tennisspeelster
- Severino Reyes (1861-1942), Filipijns schrijver
- Francisca Reyes-Aquino (1899-1983), Filipijns nationaal kunstenaar
- Jesús Reyes Heroles González Garza (1950-2024), Mexicaans econoom, zakenman en politicus
- Eric Reygaert (1948), Belgisch atleet
- Henryk Reyman (1897-1963), Pools voetballer
- Claudio Reyna (1973), Amerikaans voetballer
- José Reynaert (1921-2024), Belgisch voetballer
- Didier Reynders (1958), Belgisch politicus
- Marc Reynebeau (1956), Vlaams columnist, journalist en geschiedkundige
- Toon Reyniers (1951), Vlaams schrijver
- Burt Reynolds (1936-2018), Amerikaans acteur
- John Reynolds (1963), Brits motorcoureur
- Kevin Reynolds (1990), Canadees kunstschaatser
- Pam Reynolds (ca. 1956), Amerikaans singer-songwriter
- Alberto Reynoso (1940-2011), Filipijns basketballer
- Luis Armando Reynoso Femat (1957), Mexicaans politicus
- Charles Reyntjens (1799-1871), Belgisch politicus
- Rita Reys (1924-2013), Nederlands jazz-zangeres
- Francisco Rezek (1944), Braziliaans hoogleraar, politicus en rechter

## Rez
- Aravane Rezaï (1987), Frans tennisster